# Lezennes
Lezennes is een gemeente in het Franse Noorderdepartement (Frans: département du Nord) (regio Hauts-de-France). De plaats maakt deel uit van het arrondissement Rijsel. Lezennes telde op 1 januari 2022 2.966 inwoners.

## Geografie
De oppervlakte van Lezennes bedroeg op 1 januari 2022 2,14 vierkante kilometer; de bevolkingsdichtheid was toen 1.386 inwoners per km².

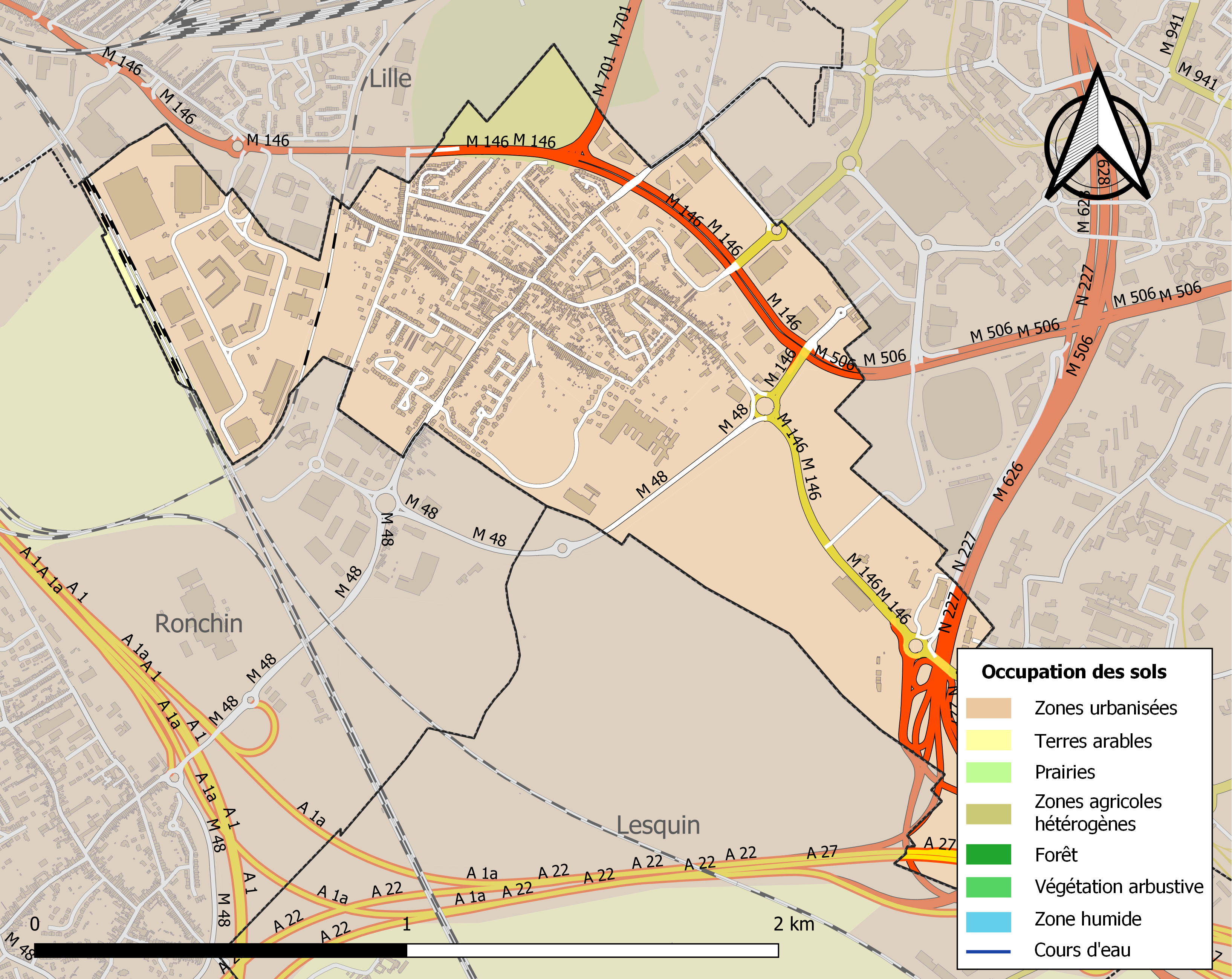
Kaart van de gemeente met belangrijkste infrastructuur, bodemgebruik en omliggende gemeenten

## Demografie
Onderstaande figuur toont het verloop van het inwonertal (bron: INSEE-tellingen).

## Economie
Het hoofdkantoor van de bouwmarktketen Leroy Merlin bevindt zich in Lezennes.